# Tramwaje w Ałmaty
Tramwaje w Ałmaty – system transportu tramwajowego działający w latach 1937–2015 w największym mieście Kazachstanu, Ałmaty (stolicy Kazachstanu w latach 1991–1997). Pierwsze tramwaje ruszyły w tym mieście w 1937 r. Największy rozwój sieci oraz taboru nastąpił w 1990 r. W latach 90. XX w. sieć znacznie podupadła.

## Historia

### Geneza
Miasto Ałmaty zostało założone przez Rosjan w 1854 r. W latach 30. XX wieku Ałmaty zaczęły szybko się rozwijać, w latach 1927–1939 liczba ludności wzrosła pięciokrotnie, dodatkowo gęsto zamieszkane były tereny, które znajdowały się poza administracyjnymi granicami miasta. Wówczas w Europie Zachodniej nastąpił dość szybki rozwój motoryzacji indywidualnej, który spowodował podupadanie sieci tramwajowych. W ZSRR ze względu na słaby rozwój motoryzacji oraz uboższe społeczeństwo, ten środek transportu świetnie się rozwijał. Oficjalna decyzja co do budowy sieci tramwajowej w Ałmaty nastąpiła 23 sierpnia 1934. Największym problemem przy budowie sieci były braki w zaopatrzeniu oraz niedobór wykwalifikowanych robotników i inżynierów.

### Budowa i rozwój
Tramwaje w Ałmaty uruchomiono 7 listopada 1937 na trasie od „Wokzał 2” (dworzec 2) do „Ujgurskoj” do zajezdni. Początkowo Ałmaty otrzymały 5 wagonów silnikowych serii H oraz pięć doczep serii M. Posiadany ilostan taboru był zbyt mały jak na miasto tej wielkości, jednakże w tym czasie przemysł elektromaszynowy w ZSRR nie był w stanie zaspokoić potrzeb wszystkich nowo powstałych sieci tramwajowych. Przez 50 lat sieć się stopniowo rozwijała. Do Ałmaty zaczęto sprowadzać kolejne tramwaje, często używane wcześniej w Moskwie (serie: S, MA i PA oraz LM/LP-33); tramwaje te służyły do końca lat 70. XX wieku. W latach 50. XX wieku do Ałmaty zaczęto sprowadzać tramwaje KTM-1. W latach 70. XX wieku nastąpiła wymiana przedwojennego taboru na wyprodukowane w Rydze wagony RVR. Największy rozwój sieć osiągnęła w 1990 r. Wówczas długość sieci wynosiła 92 km, na których jeździło 10 linii. Natomiast w dwóch zajezdniach stacjonowało 180 wagonów.

### Regres

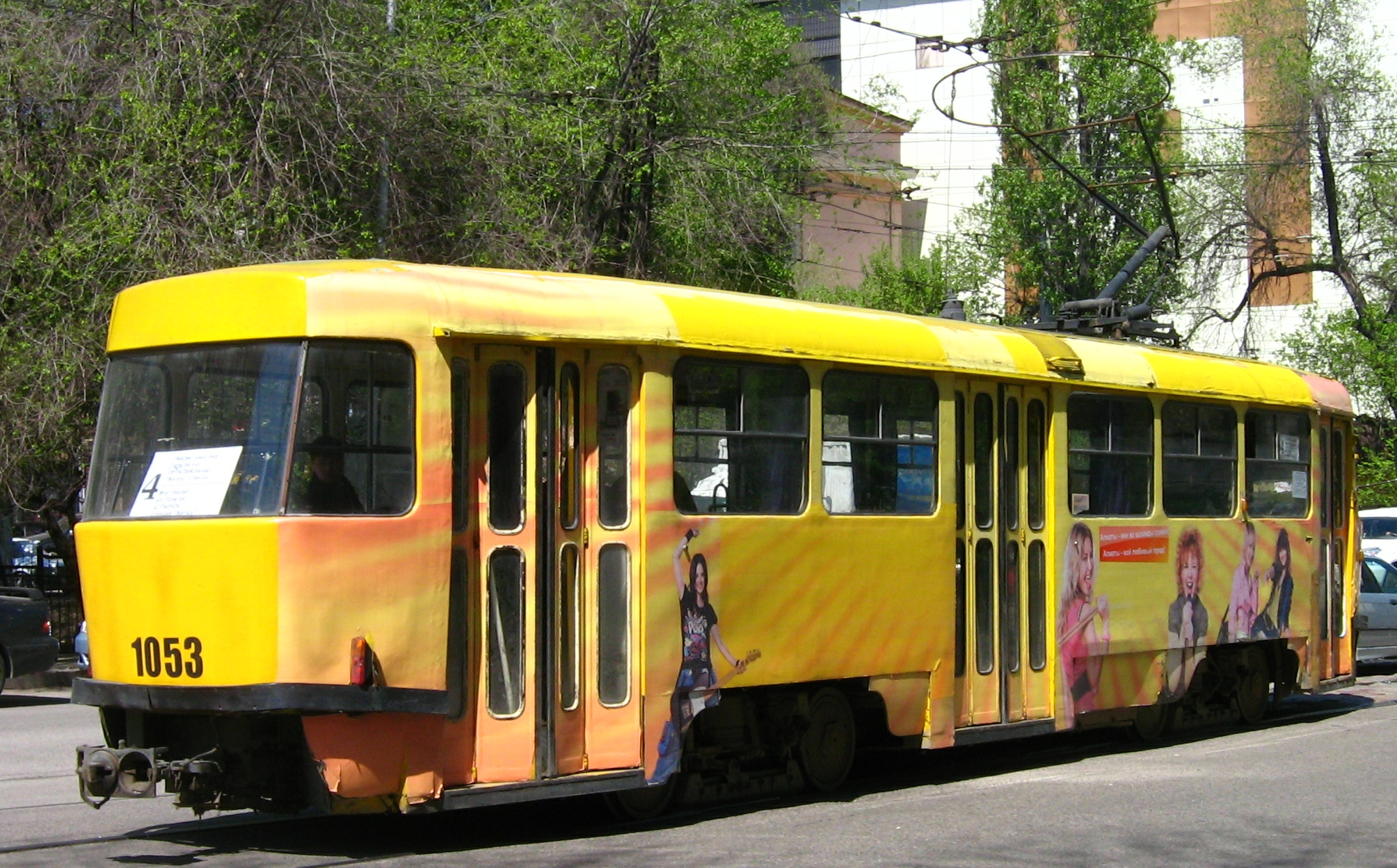
Tatra T3, widoczny odbierak połówkowo-lirowy

Lata 90. XX wieku przyniosły likwidację wielu odcinków, część tras była zamykana ze względu na budowę metra. W 1999 wycofano ostatnie poradzieckie tramwaje, które zastąpiono przez używane tramwaje z dawnego NRD. Początkowo było to 50 berlińskich Tatr KT4D. Następnie do miasta zaczęto sprowadzać Tatry T3D oraz Tatry T4D. W 2013 sprowadzono z Berlina 17 wagonów Tatra KT4DtM, które zastąpiły dotychczas eksploatowane tramwaje. Stuprocentowy udział tramwajów sprowadzonych z zachodu był ewenementem w Kazachstanie. Ałmaty wyróżniały się także stosowaniem niestandardowych odbieraków prądu, wytwarzanych przez połączenie podstawy odbieraka połówkowego ze ślizgaczem z liry.  W wyniku przeprowadzonej kontroli stanu technicznego torowisk w okresie 20–26 października 2015 r., podjęto decyzję o wstrzymaniu kursowania tramwajów. Ostatni raz tramwaje na ulice miasta wyjechały 30 października 2015 r.

## Linie
W 2012 r. w Ałmaty funkcjonowały dwie linie tramwajowe:
| Linia | Trasa           |
| ----- | --------------- |
|       | Aksaj ↔ Żetysu  |
|       | Orbita ↔ Żetysu |

## Zajezdnie
Sieć była obsługiwana przez jedną zajezdnię, która została wybudowana w 1937 r.

## Tabor

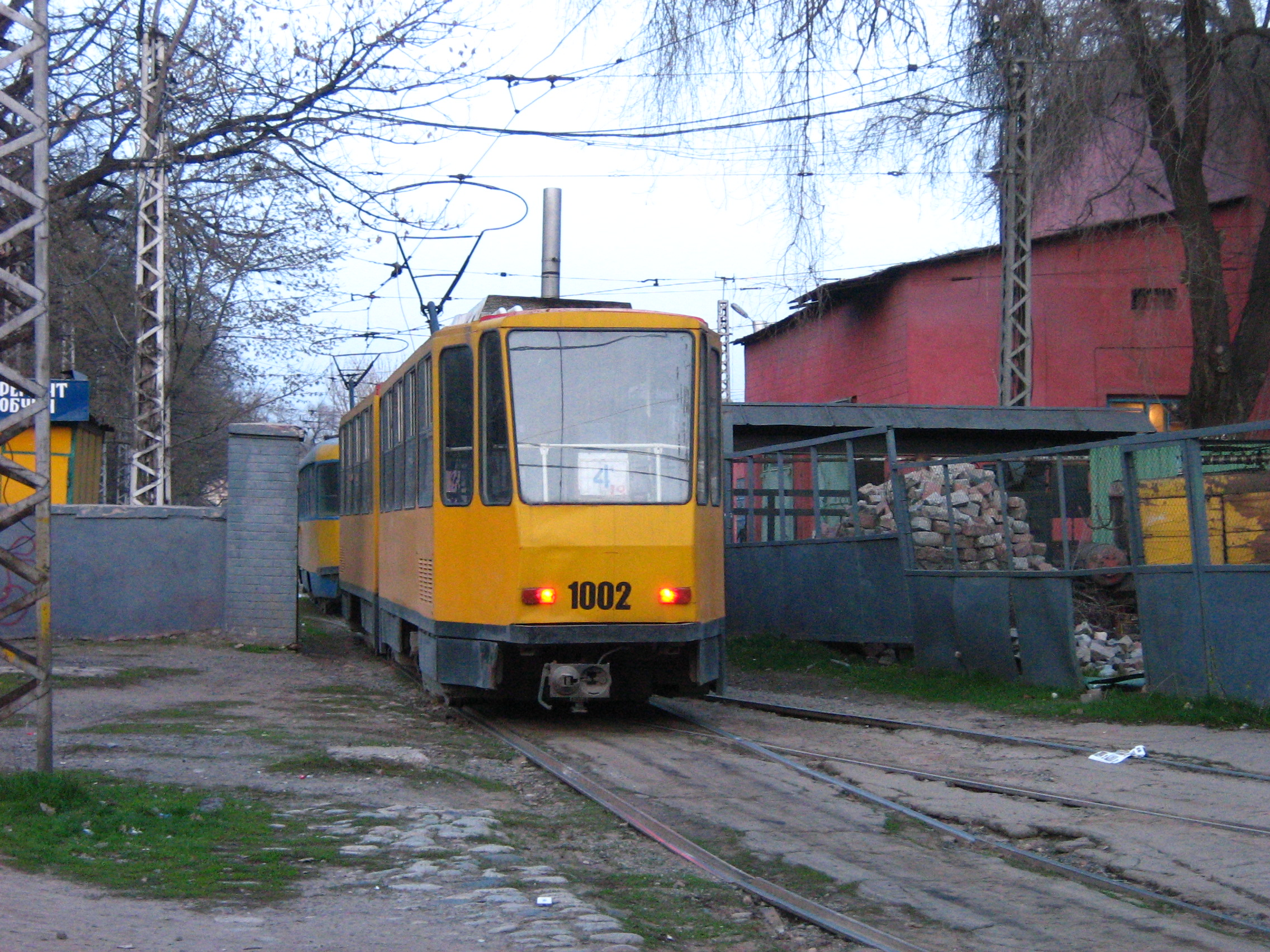
Tatra KT4D

Tabor tramwajowy w Ałmaty reprezentowały wagony produkcji czechosłowackiej firmy ČKD Tatra KT4 i Tatra T3 sprowadzone z byłych Niemiec Wschodnich. Jedyny eksploatowany tramwaj Tatra T3D pełnił rolę wagonu kawiarenki. Łącznie w Ałmaty w dniu likwidacji było 18 tramwajów:
| Zdjęcie        | Typ            | Eksploatacja od | Liczba |
| -------------- | -------------- | --------------- | ------ |
|                | Tatra KT4DtM   | 2013            | 17     |
|                | Tatra T3D      | 2011            | 1      |
| Łączna liczba: | Łączna liczba: | Łączna liczba:  | 18     |